# Saint-Martin-de-Laye
Saint-Martin-de-Laye is een gemeente in het Franse departement Gironde (regio Nouvelle-Aquitaine) en telt 386 inwoners (1999). De plaats maakt deel uit van het arrondissement Libourne.

## Geografie
De oppervlakte van Saint-Martin-de-Laye bedraagt 9,4 km², de bevolkingsdichtheid is 41,1 inwoners per km².
De onderstaande kaart toont de ligging van Saint-Martin-de-Laye met de belangrijkste infrastructuur en aangrenzende gemeenten.

## Demografie
Onderstaande figuur toont het verloop van het inwonertal (bron: INSEE-tellingen).